# Wolfsberg (Steinach)
Wolfsberg ist ein Dorf im niederbayerischen Landkreis Straubing-Bogen und ein Ortsteil der Gemeinde Steinach in der Gemarkung Agendorf.
Das Dorf liegt circa zwei Kilometer nordöstlich vom Hauptort Steinach, östlich der Bundesstraße 20 und westlich der Kreisstraße SR 68, der ehemaligen B 20, auf einem Höhenrücken über dem Kinsach-Moos. Bis zur Gebietsreform in Bayern war es ein Ortsteil der ehemaligen Gemeinde Agendorf im Landkreis Straubing.

## Geschichte
Bei dem Ort handelt es sich um eine Siedlung der jüngeren Geschichte. In der Uraufnahme aus der Zeit um 1827 findet man Wolfsberg als Flurnamen eines unbesiedelten, bewaldeten Höhenrückens, durch den die Hauptstraße von Straubing nach Cham verläuft.
Um 1840 wurde auf dem Berg die erste Ansiedlung errichtet. 1875 und 1876 kamen drei weitere Anwesen dazu.
In der Topographischen Karte von 1955 ist der Ort als Siedlung dargestellt und bezeichnet. Der erste Nachweis im Matrikel der Diözese Regensburg erfolgt schon 1913. Wolfsberg wird als Weiler der kath. Pfarrei Steinach benannt, mit fünf Häusern und 28 Seelen. Im Bericht der Volkszählung von 1961 ist der Ort noch nicht ausgewiesen. Bei der Volkszählung 1970 wird der Ort als Weiler der Gemeinde Agendorf genannt und die Einwohnerzahl mit 30 angegeben, die Volkszählung 1987 ermittelt 39 Einwohner.